# Lumban Rau Barat
Lumban Rau Barat is een bestuurslaag in het regentschap Toba Samosir van de provincie Noord-Sumatra, Indonesië. Lumban Rau Barat telt 1738 inwoners (volkstelling 2010).